# 1974年孟加拉國總統選舉
1974年1月24日，孟加拉國首次間接選出總統。此乃1975年1月總統制實施前唯一一次在議會制下舉行的總統選舉。國民議會在無舉行投票下通過唯一參選人穆罕默德·默罕马杜拉擔任總統，並在1973年1月27日於孟加拉厅宣誓就職。